# Оріхове (Євпаторійський район)
Орі́хове (крим. Orihove) — село Євпаторійського району Автономної Республіки Крим.

## Опис
Оріхове — село, центр сільської Ради. Розташоване за 2 км від міста і залізничної станції Саки. Через село проходить автодорога Сімферополь-Євпаторія. Дворів — 516. Населення — 2526 чоловік. Сільраді підпорядковані також населені пункти Геройське, Михайлівка, Федорівка, Чеботарка, Червоне, Яскраве.
У селі знаходиться центральна садиба колгоспу «Саки», за яким закріплено 6809 га сільськогосподарських угідь, у тому числі 4688 га орних земель. Господарство-багатогалузеве, спеціалізується на виробництві овочів, винограду і молока. У 1965 році став до ладу консервний завод потужністю 5 млн умовних банок на рік.
У селі є палац культури з залом на 600 місць, бібліотека з книжковим фондом 10 тис. примірників, фельдшерський пункт, дитячі ясла і садок, їдальня, два магазини, комбінат побутового обслуговування. Діти навчаються у восьмирічній школі сусіднього села Михайлівка.

## Історія
Виникло село у 1927 році як центр овочівницького радгоспу, створеного на землі держфонду Всесоюзним об'єднанням курортів (ВОК).
На фронтах Німецько-радянської війни билися з нацистськими загарбниками 163 мешканця села, 15 з них загинули в боротьбі з ворогом, орденами і медалями нагороджені 30 чоловік. На честь воїнів-односельчан, загиблих за визволення Батьківщини, встановлено обеліск.

## Населення

### Мова
Розподіл населення за рідною мовою за даними перепису 2001 року:
| Мова              | Кількість | Відсоток |
| ----------------- | --------- | -------- |
| російська         | 2345      | 74.23 %  |
| українська        | 590       | 18.68 %  |
| кримськотатарська | 154       | 4.88 %   |
| вірменська        | 16        | 0.51 %   |
| білоруська        | 15        | 0.48 %   |
| німецька          | 2         | 0.06 %   |
| румунська         | 1         | 0.03 %   |
| інші/не вказали   | 36        | 1.13 %   |
| Усього            | 3159      | 100 %    |

1. ↑  Рідні мови в об'єднаних територіальних громадах України — Український центр суспільних даних